# Стрељаштво на Европским играма 2015.
Такмичења у стрељаштву на Европиским играма 2015. одржана су од 13. до 19. јуна у Стрељашком центру у Бакуу.
На програму је било 19 дисциплина 16 олимпијских и 3 неоплимпијске (такмичења мешовитих екипа). Победници олимпијских дисциплина аутоматски су испунили норму за пласман на Летње олимпијске игре 2016. у Рију.

## Квалификације
Већина (295 од 330) квалификационих места додељена је на основу европских ранг листи на дан 31. децембра 2014. Број места добијен по овом критеријуму:
- 33 првопласирана на европској листи у мушким дисциплинама трап и скит;
- 30 проволасираних на европској ранг листи у свим појединачним дисциплинама пиштољ и пушка за оба пола;
- 18 проволасираних на европској ранг листи у женским дисциплинама трап и скит, и за Дубл трап у мушкој конкуренцији.
Максималан број такмичара по земљи је у свакој дисциплиним случају 2. У случају да постоји више од 2 такмичара међу у квоти рангираних, додатна места се додају на бази универзалности места, да би учествовало што више репрезентација. Без обзира на рангирање репрезентација Азербејџана као домаћин има 9 места (5 мушких и 4 женских).
За такмичења у мепшовитим дисциплинама нена прописаних квота. Уместо тога, једине земље се може такмичити у све три мешовите дисциплине, са постојећим такмичарима.

## Каледнар такмичења
| ЦО | Церемобија отварања | 2 | Финална такмичеља | ЦЗ | Церемонија затварања |

| Спорт      | Спорт      | 12 Пет. | 13 Суб. | 14 Нед. | 15 Пон | 16 Уто. | 17 Сре. | 18 Чет. | 19 Пет. | 20 Суб. | 21 Нед. | 22 Пон. | 23 Уто | 24 Сре. | 25 Чет. | 26 Пет. | 27 Суб. | 28 Нед. | Медаље |
| ---------- | ---------- | ------- | ------- | ------- | ------ | ------- | ------- | ------- | ------- | ------- | ------- | ------- | ------ | ------- | ------- | ------- | ------- | ------- | ------ |
| Стрељаштво | Стрељаштво | ЦО      |         |         |        | 3       | 3       | 2       | 2       | 3       | 3       | 3       |        |         |         |         |         | ЦЗ      | 19     |

## Земље учеснице
Учествовало је 330 такмичара из 48 земаља.
1. Албанија (1)
2. Андора (1)
3. Јерменија (2)
4. Аустрија (7)
5. Азербејџан (10)
6. Белгија (3)
7. Босна и Херцеговина (1)
8. Белорусија (8)
9. Бугарска (4)
10. Хрватска (12)
11. Кипар {6}
12. Чешка (14)
13. Данска (5)
14. Шпанија (12}
15. Естонија (4}
16. Финска (8}
17. Француска (18}
18. Грузија (4}
19. Немачка (22}
20. Уједињено Краљевство (13}
21. Грчка (4}
22. Мађарска (12)
23. Ирска (1)
24. Исланд (2)
25. Израел {5}
26. Италија {23}
27. Косово (2)
28. Летонија (2)
29. Литванија (2)
30. Луксембург (2)
31. Македонија (1)
32. Малта (2)
33. Црна Гора (1)
34. Молдавија (1)
35. Холандија (1)
36. Норвешка {8}
37. Пољска {11}
38. Португалија {4}
39. Румунија (1)
40. Русија {28}
41. Сан Марино {3}
42. Србија (12)
43. Словачка {11}
44. Словенија {6}
45. Шведска {5}
46. Швајцарска {10}
47. Турска {5}
48. Украјина {14}

## Резултати

### Мушке дисциплине
| Дисциплина                    |                               | Резултат финала |                             | Резултат финала |                                | Резултат финала |
| Ваздушни пиштољ 10 м детаљи   | Дамир Микец Србија            | 201,8           | Жоао Коста · Португалија    | 201,5           | Јурај Тужински · Словачка      | 180,1           |
| Пиштољ брза паљба 25 м детаљи | Кристијан Рајц · Немачка      | 33              | Алексеј Климов · Русија     | 29              | Оливер Гајс · Немачка          | 25              |
| Пиштољ 50 м детаљи            | Дамир Микец Србија            | 192,2           | Павел Коп · Словачка        | 187,5           | Абдулах Омер Алимоглу · Турска | 167,1           |
| Ваздушна пушка 10 м детаљи    | Виталиј Бубнович · Белорусија | 206,6           | Николо Кампријани · Италија | 206,4           | Сергеј Рихтер · Израел         | 185,5           |
| МК пушка 50 м лежећи детаљи   | Хенри Јунгенел · Немачка      | 208,5           | Марко де Николо · Италија   | 207,3           | Сергеј Мартинов · Белорусија   | 186,3           |
| МК пушка 50 м тростав детаљи  | Валеријан Софплен · Француска | 456,2           | Петар Горша · Хрватска      | 454,0           | Виталиј Бубнович · Белорусија  | 444,5           |
| Скит детаљи                   | Валерио Лукини · Италија      |                 | Стефан Нилсон · Шведска     |                 | Марко Кемпајнен · Финска       |                 |
| Трап детаљи                   | Алексеј Алипов · Русија       |                 | Ерик Варга · Словачка       |                 | Ђовани Пелијело · Италија      |                 |
| Дубл трап детаљи              | Виталиј Фокев · Русија        |                 | Ричард Богнар · Мађарска    |                 | Антонио Барила · Италија       |                 |

### Женске дисциплине
| Дисциплина                   |                                   | Резултат  |                             | Резултат |                              | Резултат |
| Ваздушни пиштољ 10 м детаљи  | Зорана Аруновић Србија            | 199,5     | Соња Франке · Шпанија       | 196,3    | Викторија Чајка · Белорусија | 177,4    |
| Пиштољ 50 м детаљи           | Хајди Дитхелм Гербер · Швајцарска |           | Антоанета Бонева · Бугарска |          | Моника Караш · Немачка       |          |
| Ваздушна пушка 10 м детаљи   | Андреа Арсовић Србија             | 207,8     | Сара Хорнунг · Швајцарска   | 207,7    | Барбара Енгледер · Немачка   | 186,6    |
| МК пушка 50 м тростав детаљи | Петра Цублазинг · Италија         | 464,7 СРФ | Лоран Бриз · Француска      | 454,6    | Оливија Хофман · Аустрија    | 443,2    |
| Скит детаљи                  | Амбер Хил · Уједињено Краљевство  |           | Дијана Бакози · Италија     |          | Кјара Кајнеро · Италија      |          |
| Трап детаљи                  | Фатима Галвез · Шпанија           |           | Аријана Перили · Сан Марино |          | Јелена Ткач · Русија         |          |

### Мешовите дисциплине
| Дисциплина                  |                                               | Резултат |                                               | Резултат |                                                   | Резултат |
| Ваздушни пиштољ 10 м детаљи | Кристијан Рајц · Моника Караш · Немачка       |          | Костантинос Малгаринос · Ана Коракаки · Грчка |          | Владимир Гончаров · Јекатерина Коршунова · Русија |          |
| Ваздушна пушка 10 м детаљи  | Николп Кампријани · Петра Цублазинг · Италија |          | Штефен Олсен · Стине Нилсен · Данска          |          | Сергеј Круглов · Дарија Вдовина · Русија          |          |
| Скит детаљи                 | Валерио Лукини · Дијана Бакози · Италија      |          | Георгиос Ахилеос · андри Елефтерију · Кипар   |          | Ентони Терас · Lucie Anastassiou · Француска      |          |
| Трап детаљи                 | Ерик Варга · Зузана Штефечекова · Словачка    |          | Алексеј Алипов · Јелена Ткач · Русија         |          | Мануел Манчини · Алесандра Перили · Сан Марино    |          |

## Биланс медаља
|             | Земља                |    |    |    |    |
| ----------- | -------------------- | -- | -- | -- | -- |
| 1.          | Италија              | 4  | 3  | 3  | 10 |
| 2.          | Србија               | 4  | 0  | 0  | 4  |
| 3.          | Немачка              | 3  | 0  | 3  | 6  |
| 4.          | Русија               | 2  | 2  | 3  | 7  |
| 5.          | Словачка             | 1  | 2  | 1  | 5  |
| 6.          | Француска            | 1  | 1  | 1  | 3  |
| 7.          | Шпанија              | 1  | 1  | 0  | 2  |
| 7.          | Швајцарска           | 1  | 1  | 0  | 2  |
| 9.          | Белорусија           | 1  | 0  | 3  | 4  |
| 10.         | Уједињено Краљевство | 1  | 0  | 0  | 1  |
| 11.         | Сан Марино           | 0  | 1  | 1  | 2  |
| 12.         | Шведска              | 0  | 1  | 0  | 1  |
| 12.         | Бугарска             | 0  | 1  | 0  | 1  |
| 12.         | Хрватска             | 0  | 1  | 0  | 1  |
| 12.         | Кипар                | 0  | 1  | 0  | 1  |
| 12.         | Данска               | 0  | 1  | 0  | 1  |
| 12.         | Португалија          | 0  | 1  | 0  | 1  |
| 12.         | Грчка                | 0  | 1  | 0  | 1  |
| 12.         | Мађарска             | 0  | 1  | 0  | 1  |
| 20.         | Финска               | 0  | 0  | 1  | 1  |
| 20.         | Аустрија             | 0  | 0  | 1  | 1  |
| 20.         | Турска               | 0  | 0  | 1  | 1  |
| 20.         | Израел               | 0  | 0  | 1  | 1  |
| Укупно (23) | Укупно (23)          | 19 | 19 | 19 | 57 |